# Lista siturilor arheologice din județul Hunedoara - D
Lista siturilor arheologice din județul Hunedoara - D conține toate siturile arheologice din județul Hunedoara înscrise în Repertoriul Arheologic Național (RAN) și aflate în localități al căror nume începe cu litera D. RAN este administrat de Ministerul Culturii și Patrimoniului Național și cuprinde date științifice, cartografice, topografice, imagini și planuri, precum și orice alte informații privitoare la zonele cu potențial arheologic, studiate sau nu, încă existente sau dispărute.
Puteți căuta un sit din localitățile care încep cu litera D folosind formularul de mai jos sau puteți naviga prin toate siturile din județ la Lista siturilor arheologice din județul Hunedoara.
| Cod RAN                                   | Denumire | Localitate                        | Adresă                                                               | Datare                 | Descoperit | Coordonate                                              | Imagine           | Erori            |
| ----------------------------------------- | --- | --------------------------------- | -------------------------------------------------------------------- | ---------------------- | ---------- | ------------------------------------------------------- | ----------------- | ---------------- |
| 89357.01.01                               | Situl Bisericii Sf. Nicolae din Densuș / ansamblu anonim (Categorie: structură de cult/religioasă) (Tip: Biserică)                        | sat Densuș, comuna Densuș         | 23                                                                   | sec. XIII              | '70        |                                                         | Încărcați imagine | Raportați eroare |
| 89357.01.02                               | Situl Bisericii Sf. Nicolae din Densuș / ansamblu anonim (Categorie: structură de cult/religioasă) (Tip: Biserică)                        | sat Densuș, comuna Densuș         | 23                                                                   | sec. XIV-XV            | '70        |                                                         | Încărcați imagine | Raportați eroare |
| 86696.03.01                               | Așezarea din epoca bronzului de la Deva - "Magna Curia" / ansamblu anonim (Categorie: locuire civilă) (Tip: Așezare)                      | municipiul Deva                   | Magna Curia                                                          | Coțofeni               | 1991       | 46°N 22°E / 46°N 22°E                                   | Încărcați imagine | Raportați eroare |
| 86696.03.02                               | Așezarea din epoca bronzului de la Deva - "Magna Curia" / ansamblu anonim (Categorie: locuire civilă) (Tip: Așezare)                      | municipiul Deva                   | Magna Curia                                                          | Șoimuș                 | 1991       | 46°N 22°E / 46°N 22°E                                   | Încărcați imagine | Raportați eroare |
| 86696.03.03                               | Așezarea din epoca bronzului de la Deva - "Magna Curia" / ansamblu anonim (Categorie: locuire civilă) (Tip: Așezare)                      | municipiul Deva                   | Magna Curia                                                          | Wietenberg             | 1991       | 46°N 22°E / 46°N 22°E                                   | Încărcați imagine | Raportați eroare |
| 91955.01.01                               | Situl arheologic de la Dealu Mare - "Ruști" / ansamblu anonim (Categorie: locuire civilă) (Tip: Locuire)                                  | sat Dealu Mare, comuna Vălișoara  | Ruști                                                                | Coțofeni               | 1998       | 46°02′00″N 22°49′00″E / 46.03333°N 22.81667°E           | Încărcați imagine | Raportați eroare |
| 91955.01.02                               | Situl arheologic de la Dealu Mare - "Ruști" / ansamblu anonim (Categorie: locuire civilă) (Tip: Locuire)                                  | sat Dealu Mare, comuna Vălișoara  | Ruști                                                                | Șoimuș                 | 1998       | 46°02′00″N 22°49′00″E / 46.03333°N 22.81667°E           | Încărcați imagine | Raportați eroare |
| 89357.02.01                               | Situl arheologic de la Densuș- Satul lui Cremene / ansamblu anonim (Categorie: locuire civilă) (Tip: Așezare)                             | sat Densuș, comuna Densuș         | Satul lui Cremene                                                    |                        |            |                                                         | Încărcați imagine | Raportați eroare |
| 89357.02.02                               | Situl arheologic de la Densuș- Satul lui Cremene / ansamblu anonim (Categorie: locuire civilă) (Tip: Așezare)                             | sat Densuș, comuna Densuș         | Satul lui Cremene                                                    |                        |            |                                                         | Încărcați imagine | Raportați eroare |
| 89357.02.03                               | Situl arheologic de la Densuș- Satul lui Cremene / ansamblu anonim (Categorie: locuire civilă) (Tip: Așezare)                             | sat Densuș, comuna Densuș         | Satul lui Cremene                                                    |                        |            |                                                         | Încărcați imagine | Raportați eroare |
| 86696.04.01                               | Necropola eneolitică de la Deva - "Ciangăi" / ansamblu anonim (Categorie: descoperire funerară) (Tip: Necropolă)                          | municipiul Deva                   | Ciangăi                                                              | Tiszapolgár            |            |                                                         | Încărcați imagine | Raportați eroare |
| 86696.05.01                               | Necropola eneoltică de la Deva / ansamblu anonim (Categorie: descoperire funerară) (Tip: Necropolă)                                       | municipiul Deva                   |                                                                      |                        |            |                                                         | Încărcați imagine | Raportați eroare |
| 86696.06.01                               | Așezarea eneolitică de la Deva / ansamblu anonim (Categorie: locuire civilă) (Tip: Așezare)                                               | municipiul Deva                   | Fosta str. Haroi, Malul Mureșului, Viile Karolina, fosta str. Magyar |                        |            |                                                         | Încărcați imagine | Raportați eroare |
| 86696.07.01                               | Așezarea neolitică de la Deva / ansamblu anonim (Categorie: locuire civilă) (Tip: Așezare)                                                | municipiul Deva                   | Cimitirul Reformat                                                   | Turdaș                 |            |                                                         | Încărcați imagine | Raportați eroare |
| 86696.08.01                               | Așezarea neolitică de la Deva -"Tăualaș" / ansamblu anonim (Categorie: locuire civilă) (Tip: Așezare)                                     | municipiul Deva                   | Tăualaș                                                              | Vinča                  |            |                                                         | Încărcați imagine | Raportați eroare |
| 86696.08.02                               | Așezarea neolitică de la Deva -"Tăualaș" / ansamblu anonim (Categorie: locuire civilă) (Tip: Așezare)                                     | municipiul Deva                   | Tăualaș                                                              | Precucuteni            |            |                                                         | Încărcați imagine | Raportați eroare |
| 86696.08.03                               | Așezarea neolitică de la Deva -"Tăualaș" / ansamblu anonim (Categorie: locuire civilă) (Tip: Așezare)                                     | municipiul Deva                   | Tăualaș                                                              | Petrești               |            |                                                         | Încărcați imagine | Raportați eroare |
| 86696.08.04                               | Așezarea neolitică de la Deva -"Tăualaș" / ansamblu anonim (Categorie: locuire civilă) (Tip: Așezare)                                     | municipiul Deva                   | Tăualaș                                                              | Turdaș                 |            |                                                         | Încărcați imagine | Raportați eroare |
| 86696.14.01 (Cod LMI: HD-II-a-A-03216)    | Ruinele cetății Devei / ansamblu Ruinele cetății Devei (Categorie: fortificație) (Tip: Cetate)                                            | municipiul Deva                   | Dealul Cetății                                                       | sec. XIII - XVIII      |            | 46°N 22°E / 46°N 22°E                                   | Încărcați imagine | Raportați eroare |
| 86696.10.01 (Cod LMI: HD-II-m-A-03225)    | Castelul Bethlen de la Deva / ansamblu Castelul Bethlen (Categorie: construcție) (Tip: Castel)                                            | municipiul Deva                   | Bd. 1 Decembrie 1918 39, punct Magna Curia                           | sec. XVI - XVIII       |            | 45°53′09″N 22°53′54″E / 45.8858604431°N 22.8982696533°E | Încărcați imagine | Raportați eroare |
| 86696.09.01 (Cod LMI: HD-II-m-B-03231.01) | Mănăstirea Franciscană de la Deva / ansamblu anonim (Categorie: structură de cult/religioasă) (Tip: Biserică)                             | municipiul Deva                   | str. Progresului 14                                                  | sec. XVIII             |            |                                                         | Încărcați imagine | Raportați eroare |
| 86696.09 (Cod LMI: HD-II-a-B-03231)       | Mănăstirea Franciscană de la Deva / ansamblu anonim (Categorie: structură de cult/religioasă)                                             | municipiul Deva                   | str. Progresului 14                                                  |                        |            |                                                         | Încărcați imagine | Raportați eroare |
| 86696.09.02 (Cod LMI: HD-II-m-B-03231.02) | Mănăstirea Franciscană de la Deva / ansamblu anonim (Categorie: structură de cult/religioasă) (Tip: Claustru)                             | municipiul Deva                   | str. Progresului 14                                                  | sec. XVIII             |            |                                                         | Încărcați imagine | Raportați eroare |
| 90280.01.01                               | Așezarea romană de la Dîncu Mare / ansamblu anonim (Categorie: locuire) (Tip: Locuire)                                                    | sat Dâncu Mare, comuna Mărtinești |                                                                      | romană                 |            | 45°45′52″N 23°06′36″E / 45.76443°N 23.10993°E           | Încărcați imagine | Raportați eroare |
| 89357.03.01                               | Villa rustica de la Densuș- Câmpul Mare / ansamblu anonim (Categorie: construcție) (Tip: Villa rustica)                                   | sat Densuș, comuna Densuș         | Câmpul Mare                                                          | romană                 |            |                                                         | Încărcați imagine | Raportați eroare |
| 89357.04.01                               | Mina de cupru de la Densuș / ansamblu anonim (Categorie: exploatare/carieră) (Tip: Mină)                                                  | sat Densuș, comuna Densuș         |                                                                      | Starčevo - Criș - IIIB |            |                                                         | Încărcați imagine | Raportați eroare |
| 89357.04.02                               | Mina de cupru de la Densuș / ansamblu anonim (Categorie: exploatare/carieră) (Tip: Mină)                                                  | sat Densuș, comuna Densuș         |                                                                      | Coțofeni               |            |                                                         | Încărcați imagine | Raportați eroare |
| 89357.04.03                               | Mina de cupru de la Densuș / ansamblu anonim (Categorie: exploatare/carieră) (Tip: Mină)                                                  | sat Densuș, comuna Densuș         |                                                                      |                        |            |                                                         | Încărcați imagine | Raportați eroare |
| 89357.05.01                               | Situl arheologic de la Densuș- Ceagăi / ansamblu anonim (Categorie: locuire) (Tip: Așezare)                                               | sat Densuș, comuna Densuș         | Ceangăi                                                              | Tiszapolgar            |            |                                                         | Încărcați imagine | Raportați eroare |
| 89357.05.02                               | Situl arheologic de la Densuș- Ceagăi / ansamblu anonim (Categorie: locuire) (Tip: Așezare)                                               | sat Densuș, comuna Densuș         | Ceangăi                                                              | Coțofeni               |            |                                                         | Încărcați imagine | Raportați eroare |
| 89357.05.03                               | Situl arheologic de la Densuș- Ceagăi / ansamblu anonim (Categorie: locuire)                                                              | sat Densuș, comuna Densuș         | Ceangăi                                                              | Bodrogkeresztur        |            |                                                         | Încărcați imagine | Raportați eroare |
| 89357.06.01                               | Situl arheologic de la Densuș- Ceangăilor / ansamblu anonim (Categorie: locuire) (Tip: așezare)                                           | sat Densuș, comuna Densuș         | Ceangăilor                                                           | Turdaș                 |            |                                                         | Încărcați imagine | Raportați eroare |
| 89357.06.02                               | Situl arheologic de la Densuș- Ceangăilor / ansamblu anonim (Categorie: locuire) (Tip: Așezare)                                           | sat Densuș, comuna Densuș         | Ceangăilor                                                           | Coțofeni               |            |                                                         | Încărcați imagine | Raportați eroare |
| 89357.06.03                               | Situl arheologic de la Densuș- Ceangăilor / ansamblu anonim (Categorie: locuire) (Tip: așezare)                                           | sat Densuș, comuna Densuș         | Ceangăilor                                                           | Wietenberg             |            |                                                         | Încărcați imagine | Raportați eroare |
| 89357.06.04                               | Situl arheologic de la Densuș- Ceangăilor / ansamblu anonim (Categorie: locuire) (Tip: Așezare)                                           | sat Densuș, comuna Densuș         | Ceangăilor                                                           |                        |            |                                                         | Încărcați imagine | Raportați eroare |
| 89357.06.05                               | Situl arheologic de la Densuș- Ceangăilor / ansamblu anonim (Categorie: locuire) (Tip: Așezare)                                           | sat Densuș, comuna Densuș         | Ceangăilor                                                           | dacică                 |            |                                                         | Încărcați imagine | Raportați eroare |
| 89357.06.06                               | Situl arheologic de la Densuș- Ceangăilor / ansamblu anonim (Categorie: locuire) (Tip: Așezare)                                           | sat Densuș, comuna Densuș         | Ceangăilor                                                           |                        |            |                                                         | Încărcați imagine | Raportați eroare |
| 89357.06.07                               | Situl arheologic de la Densuș- Ceangăilor / ansamblu anonim (Categorie: locuire) (Tip: Așezare)                                           | sat Densuș, comuna Densuș         | Ceangăilor                                                           |                        |            |                                                         | Încărcați imagine | Raportați eroare |
| 89357.07.01                               | Situl arheologic de la Densuș- Cartier Viile Noi / ansamblu anonim (Categorie: locuire) (Tip: Așezare)                                    | sat Densuș, comuna Densuș         | Cartierul Viile Noi                                                  | Wietenberg             |            |                                                         | Încărcați imagine | Raportați eroare |
| 89357.07.02                               | Situl arheologic de la Densuș- Cartier Viile Noi / ansamblu anonim (Categorie: locuire) (Tip: Așezare)                                    | sat Densuș, comuna Densuș         | Cartierul Viile Noi                                                  |                        |            |                                                         | Încărcați imagine | Raportați eroare |
| 89357.07.03                               | Situl arheologic de la Densuș- Cartier Viile Noi / ansamblu anonim (Categorie: locuire) (Tip: Așezare)                                    | sat Densuș, comuna Densuș         | Cartierul Viile Noi                                                  |                        |            |                                                         | Încărcați imagine | Raportați eroare |
| 89357.07.04                               | Situl arheologic de la Densuș- Cartier Viile Noi / ansamblu anonim (Categorie: locuire) (Tip: Villa rustica)                              | sat Densuș, comuna Densuș         | Cartierul Viile Noi                                                  |                        |            |                                                         | Încărcați imagine | Raportați eroare |
| 89357.08.01                               | Situl arheologic de la Densuș- Dâmbul Popii / ansamblu anonim (Categorie: locuire) (Tip: Așezare)                                         | sat Densuș, comuna Densuș         | Dâmbul popii                                                         |                        |            |                                                         | Încărcați imagine | Raportați eroare |
| 89357.08.02                               | Situl arheologic de la Densuș- Dâmbul Popii / ansamblu anonim (Categorie: locuire) (Tip: Așezare)                                         | sat Densuș, comuna Densuș         | Dâmbul popii                                                         |                        |            |                                                         | Încărcați imagine | Raportați eroare |
| 89357.08.03                               | Situl arheologic de la Densuș- Dâmbul Popii / ansamblu anonim (Categorie: locuire) (Tip: așezare)                                         | sat Densuș, comuna Densuș         | Dâmbul popii                                                         |                        |            |                                                         | Încărcați imagine | Raportați eroare |
| 89357.08.04                               | Situl arheologic de la Densuș- Dâmbul Popii / ansamblu anonim (Categorie: locuire) (Tip: constructie)                                     | sat Densuș, comuna Densuș         | Dâmbul popii                                                         | romană                 |            |                                                         | Încărcați imagine | Raportați eroare |
| 89357.08.05                               | Situl arheologic de la Densuș- Dâmbul Popii / ansamblu anonim (Categorie: locuire) (Tip: necropola)                                       | sat Densuș, comuna Densuș         | Dâmbul popii                                                         | Wietenberg             |            |                                                         | Încărcați imagine | Raportați eroare |
| 89357.09.01                               | Situl arheologic de la Densuș- Dealul Cetății / ansamblu anonim (Categorie: locuire) (Tip: Așezare)                                       | sat Densuș, comuna Densuș         | Dealul Cetății                                                       | Turdaș                 |            |                                                         | Încărcați imagine | Raportați eroare |
| 89357.09.02                               | Situl arheologic de la Densuș- Dealul Cetății / ansamblu anonim (Categorie: locuire) (Tip: Așezare)                                       | sat Densuș, comuna Densuș         | Dealul Cetății                                                       | Coțofeni               |            |                                                         | Încărcați imagine | Raportați eroare |
| 89357.09.03                               | Situl arheologic de la Densuș- Dealul Cetății / ansamblu anonim (Categorie: locuire) (Tip: așezare)                                       | sat Densuș, comuna Densuș         | Dealul Cetății                                                       | Coțofeni               |            |                                                         | Încărcați imagine | Raportați eroare |
| 89357.09.04                               | Situl arheologic de la Densuș- Dealul Cetății / ansamblu anonim (Categorie: locuire) (Tip: Așezare)                                       | sat Densuș, comuna Densuș         | Dealul Cetății                                                       |                        |            |                                                         | Încărcați imagine | Raportați eroare |
| 89357.09.05                               | Situl arheologic de la Densuș- Dealul Cetății / ansamblu anonim (Categorie: locuire) (Tip: Așezare)                                       | sat Densuș, comuna Densuș         | Dealul Cetății                                                       | dacică                 |            |                                                         | Încărcați imagine | Raportați eroare |
| 89357.09.06                               | Situl arheologic de la Densuș- Dealul Cetății / ansamblu anonim (Categorie: locuire) (Tip: Așezare)                                       | sat Densuș, comuna Densuș         | Dealul Cetății                                                       | romană                 |            |                                                         | Încărcați imagine | Raportați eroare |
| 89357.09.07                               | Situl arheologic de la Densuș- Dealul Cetății / ansamblu anonim (Categorie: locuire) (Tip: Așezare)                                       | sat Densuș, comuna Densuș         | Dealul Cetății                                                       |                        |            |                                                         | Încărcați imagine | Raportați eroare |
| 89357.10                                  | Situl arheologic de la Densuș- Micro 15 / ansamblu anonim (Categorie: locuire)                                                            | sat Densuș, comuna Densuș         | Micro 15                                                             |                        |            |                                                         | Încărcați imagine | Raportați eroare |
| 89357.10.01                               | Situl arheologic de la Densuș- Micro 15 / ansamblu anonim (Categorie: locuire) (Tip: Villa rustica)                                       | sat Densuș, comuna Densuș         | Micro 15                                                             | romană                 |            |                                                         | Încărcați imagine | Raportați eroare |
| 89357.10.02                               | Situl arheologic de la Densuș- Micro 15 / ansamblu anonim (Categorie: locuire) (Tip: Necropolă)                                           | sat Densuș, comuna Densuș         | Micro 15                                                             | romană                 |            |                                                         | Încărcați imagine | Raportați eroare |
| 89357.10.03                               | Situl arheologic de la Densuș- Micro 15 / ansamblu anonim (Categorie: locuire) (Tip: așezare)                                             | sat Densuș, comuna Densuș         | Micro 15                                                             | Coțofeni               |            |                                                         | Încărcați imagine | Raportați eroare |
| 89357.10.04                               | Situl arheologic de la Densuș- Micro 15 / ansamblu anonim (Categorie: locuire) (Tip: așezare)                                             | sat Densuș, comuna Densuș         | Micro 15                                                             | Wietenberg             |            |                                                         | Încărcați imagine | Raportați eroare |
| 89357.10.05                               | Situl arheologic de la Densuș- Micro 15 / ansamblu anonim (Categorie: locuire) (Tip: așezare)                                             | sat Densuș, comuna Densuș         | Micro 15                                                             | dacică                 |            |                                                         | Încărcați imagine | Raportați eroare |
| 89357.10.06                               | Situl arheologic de la Densuș- Micro 15 / ansamblu anonim (Categorie: locuire) (Tip: Necropolă)                                           | sat Densuș, comuna Densuș         | Micro 15                                                             | sec. X-XI              |            |                                                         | Încărcați imagine | Raportați eroare |
| 89357.11.01                               | Clădirea medievală de la Densuș- Magna Curia / ansamblu anonim (Categorie: construcție) (Tip: Clădire)                                    | sat Densuș, comuna Densuș         | Magna Curia                                                          | sec. XVI-XVIII         |            |                                                         | Încărcați imagine | Raportați eroare |
| 89357.11.02                               | Clădirea medievală de la Densuș- Magna Curia / ansamblu anonim (Categorie: construcție) (Tip: Așezare)                                    | sat Densuș, comuna Densuș         | Magna Curia                                                          | șoimuș                 |            |                                                         | Încărcați imagine | Raportați eroare |
| 89357.12.01                               | Situl arheologic de la Densuș- Viile Carolina / ansamblu anonim (Categorie: locuire) (Tip: necropola)                                     | sat Densuș, comuna Densuș         | Viile Carolina                                                       | scitice                |            |                                                         | Încărcați imagine | Raportați eroare |
| 89357.12.02                               | Situl arheologic de la Densuș- Viile Carolina / ansamblu anonim (Categorie: locuire) (Tip: Așezare)                                       | sat Densuș, comuna Densuș         | Viile Carolina                                                       |                        |            |                                                         | Încărcați imagine | Raportați eroare |
| 89357.12.03                               | Situl arheologic de la Densuș- Viile Carolina / ansamblu anonim (Categorie: locuire) (Tip: Așezare)                                       | sat Densuș, comuna Densuș         | Viile Carolina                                                       |                        |            |                                                         | Încărcați imagine | Raportați eroare |
| 89357.13.01                               | Apeductul roman de la Densuș- Strada Aurel Vlaicu / ansamblu anonim (Categorie: construcție) (Tip: Apeduct)                               | sat Densuș, comuna Densuș         | Strada Aurel Vlaicu                                                  | romană                 |            |                                                         | Încărcați imagine | Raportați eroare |
| 89357.14.01                               | Așezarea Turdaș de la Densuș-Tăualaș / ansamblu anonim (Categorie: locuire) (Tip: Așezare)                                                | sat Densuș, comuna Densuș         | Tăualaș                                                              | Turdaș                 |            |                                                         | Încărcați imagine | Raportați eroare |
| 89357.15.01                               | Situl arheologic de la Densuș- Cartier Gojdu / ansamblu anonim (Categorie: locuire) (Tip: Așezare)                                        | sat Densuș, comuna Densuș         | Cartier Gojdu                                                        | Turdaș                 |            |                                                         | Încărcați imagine | Raportați eroare |
| 89357.15.02                               | Situl arheologic de la Densuș- Cartier Gojdu / ansamblu anonim (Categorie: locuire) (Tip: Așezare)                                        | sat Densuș, comuna Densuș         | Cartier Gojdu                                                        | romană                 |            |                                                         | Încărcați imagine | Raportați eroare |
| 89357.16.01                               | Așezarea Coțofeni de la Densuș- Blv. Iuliu Maniu / ansamblu anonim (Categorie: locuire) (Tip: Așezare)                                    | sat Densuș, comuna Densuș         | Blv. Iuliu Maniu                                                     | Coțofeni               |            |                                                         | Încărcați imagine | Raportați eroare |
| 89357.17.01                               | Situl arheologic de la Densuș-Strada Progresului / ansamblu anonim (Categorie: locuire) (Tip: Așezare)                                    | sat Densuș, comuna Densuș         | Strada progresului                                                   | Wietenberg             |            |                                                         | Încărcați imagine | Raportați eroare |
| 89357.17.02                               | Situl arheologic de la Densuș-Strada Progresului / ansamblu anonim (Categorie: locuire) (Tip: Necropolă)                                  | sat Densuș, comuna Densuș         | Strada progresului                                                   | - B2                   |            |                                                         | Încărcați imagine | Raportați eroare |
| 89357.18.01                               | Așezarea Wietenberg de la Densuș- Strada Hărăului / ansamblu anonim (Categorie: locuire) (Tip: Așezare)                                   | sat Densuș, comuna Densuș         | Strada Hărăului                                                      | Wietenberg             |            |                                                         | Încărcați imagine | Raportați eroare |
| 89357.19.01                               | Villa rustica de la Densuș- Țecheneu / ansamblu anonim (Categorie: construcție) (Tip: așezare)                                            | sat Densuș, comuna Densuș         | Țecheneu                                                             | romană                 |            |                                                         | Încărcați imagine | Raportați eroare |
| 89357.20.01                               | Villa rustica de la Densuș- La Ogoare / ansamblu anonim (Categorie: construcție) (Tip: Villa rustica)                                     | sat Densuș, comuna Densuș         | La Ogoare                                                            | romană                 |            |                                                         | Încărcați imagine | Raportați eroare |
| 89357.21.01                               | Mănăstirea franciscană a observanților de la Densuș / ansamblu anonim (Categorie: construcție cult) (Tip: Mănăstire)                      | sat Densuș, comuna Densuș         |                                                                      | sec. XVI               |            |                                                         | Încărcați imagine | Raportați eroare |
| 89437.01.01                               | Așezarea romană de la Dobra / ansamblu anonim (Categorie: locuire) (Tip: Așezare)                                                         | sat Dobra, comuna Dobra           |                                                                      | romană                 |            |                                                         | Încărcați imagine | Raportați eroare |
| 90486.01.01                               | Situl arheologic de la Dumbrava- Peștera cu Apă / ansamblu anonim (Categorie: locuire) (Tip: Așezare)                                     | sat Dumbrava, comuna Pestișu Mic  | Peștera cu Apă                                                       | Starčevo - Criș        |            | 45°48′21″N 22°46′56″E / 45.80577°N 22.78221°E           | Încărcați imagine | Raportați eroare |
| 90486.01.02                               | Situl arheologic de la Dumbrava- Peștera cu Apă / ansamblu anonim (Categorie: locuire) (Tip: așezare)                                     | sat Dumbrava, comuna Pestișu Mic  | Peștera cu Apă                                                       | Coțofeni               |            | 45°48′21″N 22°46′56″E / 45.80577°N 22.78221°E           | Încărcați imagine | Raportați eroare |
| 90486.01.03                               | Situl arheologic de la Dumbrava- Peștera cu Apă / ansamblu anonim (Categorie: locuire) (Tip: așezare)                                     | sat Dumbrava, comuna Pestișu Mic  | Peștera cu Apă                                                       | Wietenberg             |            | 45°48′21″N 22°46′56″E / 45.80577°N 22.78221°E           | Încărcați imagine | Raportați eroare |
| 90486.01.04                               | Situl arheologic de la Dumbrava- Peștera cu Apă / ansamblu anonim (Categorie: locuire) (Tip: așezare)                                     | sat Dumbrava, comuna Pestișu Mic  | Peștera cu Apă                                                       | Basarabi               |            | 45°48′21″N 22°46′56″E / 45.80577°N 22.78221°E           | Încărcați imagine | Raportați eroare |
| 90486.01.05                               | Situl arheologic de la Dumbrava- Peștera cu Apă / ansamblu anonim (Categorie: locuire) (Tip: așezare)                                     | sat Dumbrava, comuna Pestișu Mic  | Peștera cu Apă                                                       | dacică                 |            | 45°48′21″N 22°46′56″E / 45.80577°N 22.78221°E           | Încărcați imagine | Raportați eroare |
| 90486.02.01                               | Exploatarea romană de fier de la Dumbrava / ansamblu anonim (Categorie: exploatare/carieră) (Tip: Mină)                                   | sat Dumbrava, comuna Pestișu Mic  |                                                                      | romană                 |            |                                                         | Încărcați imagine | Raportați eroare |
| 89357.22.01                               | Cariera de piatră din epoca romanăr de la Densuș- Dealul Bejan / ansamblu anonim (Categorie: exploatare/carieră) (Tip: Carieră de piatră) | sat Densuș, comuna Densuș         | Dealul Bejan                                                         |                        |            |                                                         | Încărcați imagine | Raportați eroare |
| 88813.01.01                               | Așezarea de epocă romană de la După Piatră - Gura Cheii / ansamblu anonim (Categorie: locuire) (Tip: Așezare)                             | sat După Piatră, comuna Buceș     | Gura Cheii                                                           |                        |            | 46°11′17″N 23°00′54″E / 46.18793°N 23.01494°E           | Încărcați imagine | Raportați eroare |
| 86696.01.01 (Cod LMI: HD-I-m-B-03149.03)  | Situl arheologic de la Deva - "Dealul Cetății" / ansamblu anonim (Categorie: locuire civilă) (Tip: Așezare)                               | municipiul Deva                   | Dealul Cetății                                                       | Coțofeni               |            | 46°02′11″N 23°06′04″E / 46.03646°N 23.10118°E           | Încărcați imagine | Raportați eroare |
| 86696.01.02 (Cod LMI: HD-I-m-B-03149.02)  | Situl arheologic de la Deva - "Dealul Cetății" / ansamblu anonim (Categorie: locuire civilă) (Tip: Așezare)                               | municipiul Deva                   | Dealul Cetății                                                       | Wietenberg             |            | 46°02′11″N 23°06′04″E / 46.03646°N 23.10118°E           | Încărcați imagine | Raportați eroare |
| 86696.01.03 (Cod LMI: HD-I-m-B-03149.01)  | Situl arheologic de la Deva - "Dealul Cetății" / ansamblu anonim (Categorie: locuire civilă) (Tip: Așezare)                               | municipiul Deva                   | Dealul Cetății                                                       |                        |            | 46°02′11″N 23°06′04″E / 46.03646°N 23.10118°E           | Încărcați imagine | Raportați eroare |
| 86696.01.04 (Cod LMI: HD-I-s-B-03149)     | Situl arheologic de la Deva - "Dealul Cetății" / ansamblu anonim (Categorie: locuire civilă) (Tip: Așezare)                               | municipiul Deva                   | Dealul Cetății                                                       | geto-dacică            |            | 46°02′11″N 23°06′04″E / 46.03646°N 23.10118°E           | Încărcați imagine | Raportați eroare |
| 86696.01.05 (Cod LMI: HD-I-s-B-03149)     | Situl arheologic de la Deva - "Dealul Cetății" / ansamblu anonim (Categorie: locuire civilă) (Tip: Așezare)                               | municipiul Deva                   | Dealul Cetății                                                       | sec. XV-XVIII          |            | 46°02′11″N 23°06′04″E / 46.03646°N 23.10118°E           | Încărcați imagine | Raportați eroare |
| 86696.01.06 (Cod LMI: HD-I-m-B-03149.03)  | Situl arheologic de la Deva - "Dealul Cetății" / ansamblu anonim (Categorie: locuire civilă) (Tip: Așezare)                               | municipiul Deva                   | Dealul Cetății                                                       |                        |            | 46°02′11″N 23°06′04″E / 46.03646°N 23.10118°E           | Încărcați imagine | Raportați eroare |